# Oospila permagna
Oospila permagna là một loài bướm đêm trong họ Geometridae.